# Medaglia militare al merito di lungo comando
La medaglia militare al merito di lungo comando è una prestigiosa decorazione risalente al Regno d'Italia passata poi alla Repubblica Italiana. La «Medaglia militare al merito di lungo comando» è conferita agli ufficiali e ai sottufficiali delle Forze armate, in servizio o in congedo, che hanno raggiunto globalmente nei gradi successivamente ricoperti, anche in più riprese, i seguenti periodi minimi di comando di unità o reparto: a) medaglia d'oro: 20 anni; b) medaglia d'argento: 15 anni; c) medaglia di bronzo: 10 anni.
Il tempo valutabile agli effetti della concessione della medaglia, è soltanto quello durante il quale l'ufficiale o il sottufficiale ha effettivamente tenuto il comando di una unità o reparto ed è calcolato con le norme di cui all’ articolo 8 decreto del Presidente della Repubblica 29 dicembre 1973, n. 1092.

## Storia
La medaglia venne istituita con regio decreto 13 maggio 1935, n. 908 con l'intento di dare un riconoscimento formale agli ufficiali delle forze armate italiane che si distinguevano per aver esercitato lunghi periodi di comando di unità e reparti.
La medaglia era concessa nelle tre varianti oro, argento o bronzo a seconda degli anni di comando prestati, indipendentemente dal corpo di appartenenza.

## Classi
La medaglia viene conferita in tre classi distinte a seconda degli anni in cui si è effettuato il Comando di unità o reparti:
| Nastri    |           |                 |
| (10 anni) | (15 anni) | (20 anni e più) |

## Insegne

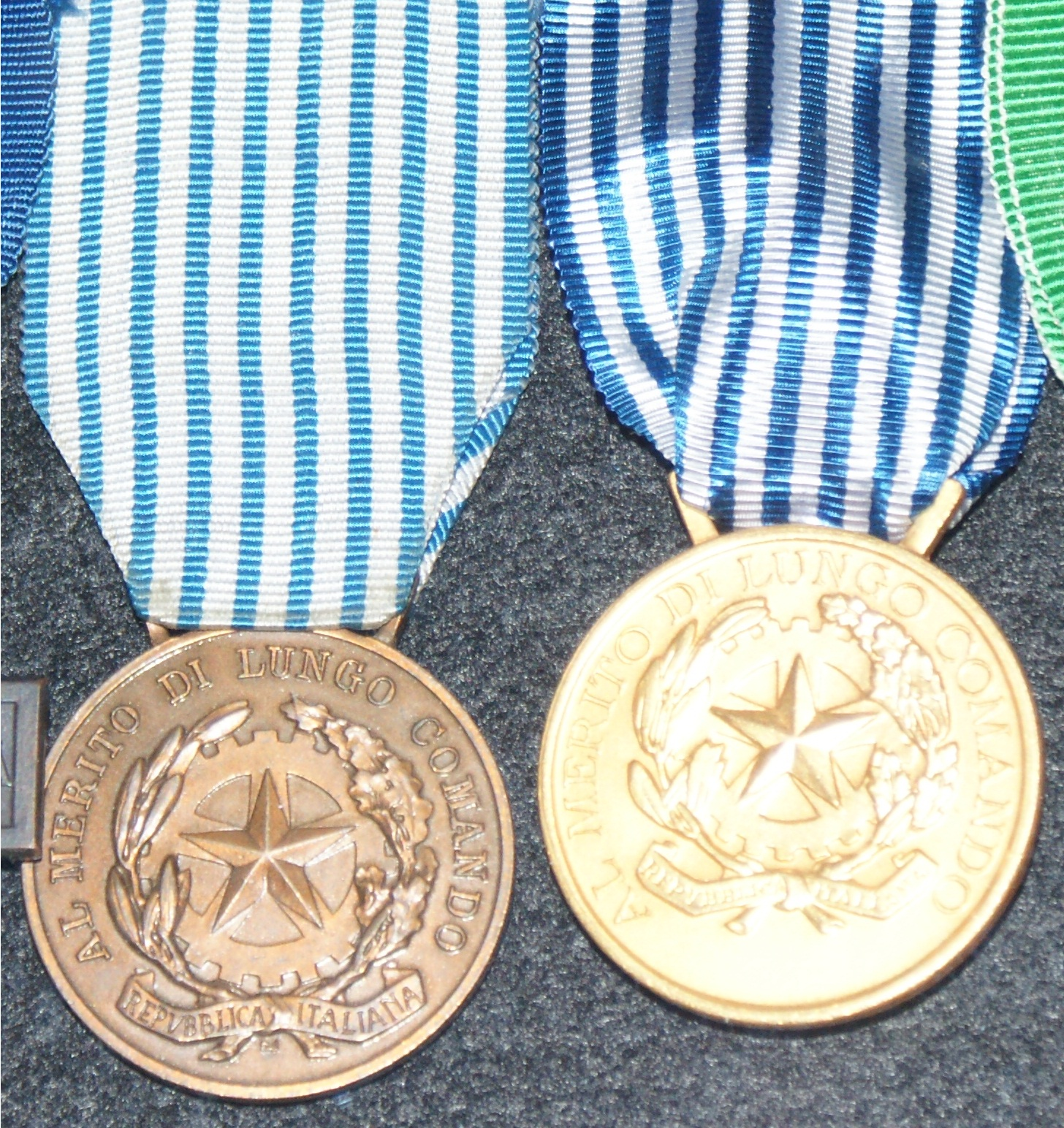
Medaglie di bronzo (10 anni) e d'oro (20 e più anni) al Merito di Lungo Comando (Repubblica Italiana)

### Regno d'Italia
La medaglia è costituita da un tondo di 34 mm d'oro, argento o bronzo raffigurante sul diritto il ritratto di Vittorio Emanuele III attorniato dalla scritta "AL MERITO DI LUNGO COMANDO". Sul retro la medaglia presentava un gladio romano attorniato da una corona d'alloro. Sono state riscontrate numerose varianti sul volto del re e sulla foggia del gladio romano sul retro.
Il nastro è a strisce bianche e azzurre alternate sulle quali era possibile apporre una stella d'argento o d'oro per la I e II classe.

### Repubblica italiana
La medaglia è coniata da un tondo di 34 mm in lega dorata, argentata o bronzea raffigurante sul diritto l'emblema della Repubblica Italiana attorniato dalla scritta "AL MERITO DI LUNGO COMANDO". Sul retro la medaglia presenta un gladio romano attorniato da una corona d'alloro.
Il nastro è a strisce bianche e azzurre alternate sulle quali è possibile apporre una stella d'argento o d'oro per la I e II classe.